# La Source d'Yggdrasil

La Source d'Yggdrasil est une œuvre orchestrale de la compositrice française Camille Pépin, écrite en 2018.

## Contexte et création
Camille Pépin compose La Source d'Yggdrasil en 2018. L'œuvre est jouée notamment le 8 décembre 2024 par l'Orchestre national des Pays de la Loire sous la direction de Sascha Goetzel,. Elle est reprise le 18 janvier 2025 par l'Orchestre Dijon Bourgogne sous la direction de Joseph Bastian.

## Orchestration
| Instrumentation de La Source d'Yggdrasil                             |
| Cordes                                                               |
| premiers violons, seconds violons, altos, violoncelles, contrebasses |
| Bois                                                                 |
| 2 flûtes, 2 hautbois, 2 clarinettes, 2 bassons                       |
| Cuivres                                                              |
| 2 cors, 2 trompettes                                                 |
| Percussions                                                          |
| timbales, harpe                                                      |

## Analyse
L'œuvre est très proche de deux autres pièces de la compositrice : Aux Confins de l'orage et Laniakea, notamment dans ses répétitions de motifs rythmiques, ses mouvements d'ensemble ainsi que ses passages aux teintes impressionnistes avec une recherche de la couleur orchestrale.